# Zona auto-amministrata Naga
La zona auto-amministrata Naga (in lingua birmana: နာဂ ကိုယ်ပိုင်အုပ်ချုပ်ခွင့်ရ ဒေသ, trascrizione IPA: nàɡa̰ kòbàɪɴ ʔoʊʔtɕʰoʊʔ kʰwɪ̰ɴja̰ dèθa̰) è una suddivisione amministrativa di primo livello della Birmania,  come gli Stati e le Regioni del paese. Il territorio di tale zona è situato a nord-ovest della Regione di Sagaing, nell'estremo nord della Birmania ed ai confini con lo Stato indiano del Nagaland. Il capoluogo è Lahe e la zona si suddivide nelle tre township di Leshi, Lahe e Namyun.
La creazione delle zone auto-amministrate del paese era prevista nella nuova Costituzione del 2008, ed è stata ufficializzata con un decreto del 20 agosto 2010. La zona viene auto-amministrata da membri dell'etnia naga.